# Brigitte Lahaie

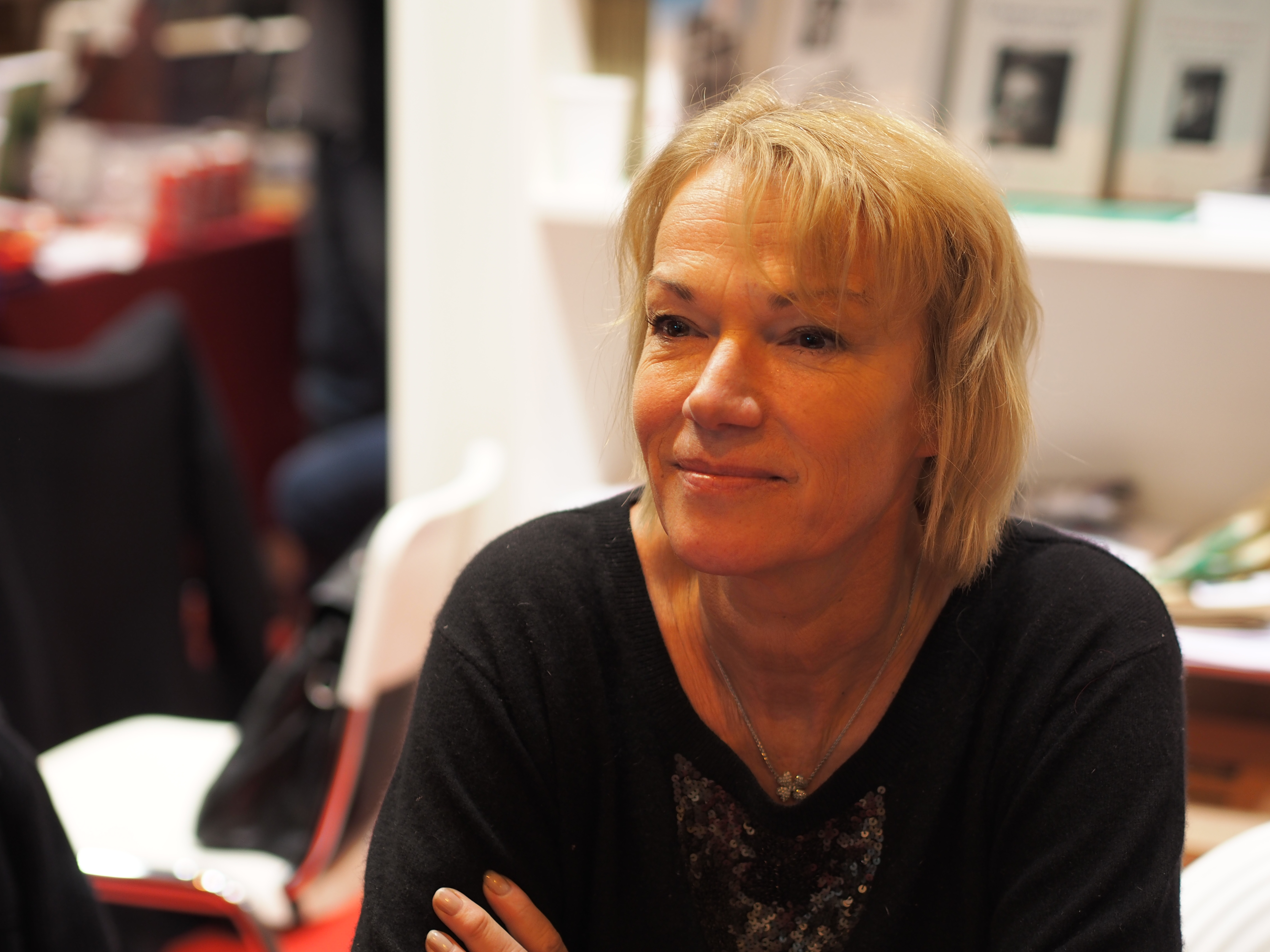
Brigitte Lahaie (2014)

Brigitte Lahaie, eigentlich Brigitte Lucille Jeanine Van Meerhaeghe, (* 12. Oktober 1955 in Tourcoing) ist eine französische Schauspielerin, Pornodarstellerin und Schriftstellerin. Sie trat auch unter den Namen Brigitte Lahaye, Brigitte Simonin, Brigitte Bordeaux und Brigitte Van Meerhague auf.

## Leben
Brigitte Lahaie wuchs in Metz und Lyon auf und zog mit 18 Jahren nach Paris. Von 1976 bis 1980 wirkte sie in rund 30 Pornofilmen mit und wurde zum ersten bekannten Pornostar Frankreichs. Bekannt ist sie auch für ihre Rolle im Erotikfilm Ein Sommer auf dem Lande aus dem Jahr 1980.
Ab 1980 wandte sie sich teilweise dem Mainstream-Film zu und spielte in zahlreichen Horror- und Gruselfilmen mit. Als Kleindarstellerin trat sie ungenannt als nackte Frau im Swimmingpool in Der Regenschirmmörder (1980) auf und hatte Auftritte in I wie Ikarus (1979, als Stripperin Monique), Rette deine Haut, Killer (1981, als Krankenschwester) und in Henry & June (1990, als Prostituierte). Sie schrieb mehrere Bücher, am bekanntesten ist ihre Autobiografie Moi, la scandaleuse von 1987.
Von 2001 bis 2016 moderierte sie die Sendung Lahaie, L’amour et vous bei dem Radiosender RMC (Radio Monte Carlo). 2014 wurde sie als Film-Pionierin in die Hall of Fame der X-Rated Critics Organization aufgenommen.
Brigitte Lahaie lebt zurückgezogen mit ihren Pferden und Hunden auf einem Landsitz im Département Yvelines, etwa 60 km westlich von Paris.

## Filmografie (Auswahl)
- 1977: Drei Schwedinnen in Oberbayern
- 1978: Foltermühle der gefangenen Frauen (Les raisins de la mort)
- 1979: I wie Ikarus (I… comme Icare)
- 1979: Foltergarten der Sinnlichkeit (Emanuelle e Françoise le sorelline, 1975; Lahaie nur in deutscher Version)
- 1979: Fascination
- 1980: Die Nacht der Gejagten
- 1980: Gefangene Frauen – Caged Women
- 1980: Die Nichten der Frau Oberst
- 1980: Emmanuelle – Im Teufelskreis der Leidenschaft (Le Journal érotique d’une Thailandaise)
- 1980: Ein Sommer auf dem Lande (Le Segrete esperienze di Luca e Fanny)
- 1981: Rette deine Haut, Killer (Pour la peau d’un flic)
- 1984: Joy und Joan (Joy et Joan)
- 1985: Le couteau sous la gorge
- 1985: Die Vollstreckerin (L’ Exécutrice)
- 1987: Le Diable rose – Das liebestolle Freudenhaus (Le diable rose)
- 1988: Faceless (Les prédateurs de la nuit)
- 1990: Henry & June
- 2002: Draculas Braut (La fiancée de Dracula)

## Schriften
- Moi, la scandaleuse. Filipacchi, J’ai Lu, Paris 1987, (Autobiographie), ISBN 2-277-22362-X.
- Le zodiaque érotique. Ergo Press, 1989, ISBN 2-7395-0026-2.
- La femme modèle. J’ai Lu, Paris 1990, ISBN 2-277-23102-9.
- Les sens de la vie. Michel Lafon, J’ai Lu, Paris 1994, ISBN 2-277-23916-X.
- Le sexe défendu. Michel Lafon, Paris 1996, ISBN 2-84098-169-6.
- Parlez-moi d’amour. Éditions Marabout, Paris 2004, ISBN 978-2-501-03930-7.
- Parlez-nous d’amour. Mit Père Patrice Gourrier, Flammarion, Paris 2007, ISBN 978-2-08-120190-3.
- Hommes, je vous aime. Éditions Anne Carrière, Paris 2009, ISBN 978-2-84337-514-9.
- Kamasutra. Mit Frédéric Ploton, Éditions de la Martinière, Paris 2011, ISBN 978-2-7324-4503-8.
- Réponses aux cent questions les plus posées sur l’amour. France-Empire, Paris 2011, ISBN 978-2-7048-1102-1.
- Réussir son couple. Éd. France-Empire monde, Chaintreaux 2012, ISBN 978-2-7048-1131-1.
- Du sexe au spirituel. Mit Selim Aïssel, Le Hohwald SEM 2012, ISBN 978-2-36250-003-9.
- L’amour & vous ! Mit Bruno Martin, Albin Michel, Paris 2015, ISBN 978-2-226-31654-7.
- Le Bûcher des sexes. Albin Michel, Paris 2018, ISBN 978-2-226-39609-9.